# L'Homme de la situation
L'Homme de la situation est une série télévisée française réalisée par Didier Bivel et diffusée depuis le 15 décembre 2011 sur M6.

## Fiche technique
- Réalisation : Didier Bivel
- Scénario : Stéphanie Kalfon et Alexis Miansarow
- Pays : France
- Production : Ego Productions
- Musique :
- Durée : 90 minutes

## Épisode 1:Pilote
- Réalisation : Didier Bivel
- Scénaristes : Alexis Miansarow, Stéphanie Kalfon et Claire LeMaréchal
- Distribution : Stéphane Plaza (Alexandre Beaumont), Mathilde Lebrequier (Sophie), Lubna Gourion (Rose), Enzo Tomasini (Noé), Michel Jonasz (Charles Beaumont), Guillaume Clémencin (Joseph), Laurence Fabre (Erica), Fanny Deblock (Tina), Maxime Roger (Le Surveillant)
- Diffusion : 15 décembre 2011 sur M6
- Audience : 3,27 millions de téléspectateurs (12,4 % de part de marché)

Immature et paresseux, Alexandre est un fils à papa promis à une vie trois étoiles. Quand il fait à nouveau des siennes en s'enfuyant le jour de son mariage, Charles, son père, exaspéré, décide de ne plus l'aider. À la recherche d'un emploi, Alexandre se fait embaucher, par hasard, comme nounou par Sophie, une avocate d'affaires mère de trois enfants : Rose, 15 ans, Noé, 10 ans, et Alice. Alexandre est une véritable imposture : il ne sait rien faire, il n'a jamais travaillé de sa vie et il n'avait certainement pas l'intention de s'y mettre. Contraint de s'occuper d'un foyer et des enfants, Alex subit un atterrissage forcé dans la réalité...
- Générique : La chanson "L'homme de la situation" du générique est interprétée par Amandine Bourgeois.

## Épisode 2:L'As du Palace
- Réalisation : Didier Bivel
- Scénaristes : Claude Scasso, Stéphanie Kalfon
- Diffusion :
  - Suisse : 28 mai 2013 sur RTS Un
  - France : 17 février 2015 sur M6
- Audience : 1,7 million de téléspectateurs

Dans ce nouvel épisode, Alexandre découvre le monde du travail d'un peu plus près, et ce, dans un palace. De l'autre côté de la barrière, l'ancien parvenu va enchaîner catastrophe sur catastrophe. Et très vite, la panique : il découvre une petite fille âgée de 10 ans, richissime, délaissée par sa mère en plein cœur du palace, la carte bleue à la main... que va faire Alexandre ? Va-t-il craquer au risque de perdre son travail, et d'être approché par la justice ?

## Épisode 3:Irène
- Réalisation : Stéphane Kappes
- Scénaristes : Stéphanie Kalfon, Elodie Namer et Sylvie Chanteux
- Distribution : Stéphane Plaza (Alexandre Beaumont), Michel Jonasz (Charles Beaumont), Claire Nadeau (Irène Saint-Sabin), Marc Duret (Eric Saint-Sabin) Romane Portail (Anne Saint-Sabin)
- Diffusion :
  - France : 17 février 2015 sur M6
- Audience : 1,9 million de téléspectateurs (7,8 % de part de marché)
- Résumé : Accusé d’escroquerie, Charles Beaumont est mis en garde à vue. Ce dernier a besoin de l'aide de son amie Irène Saint-Sabin, la fondatrice de la Maison de Haute Couture “Saint-Sabin”. En plein déclin artistique, la Maison Saint-Sabin va accueillir Alex qui va devenir l'assistant personnel d'Irène.